# Gele rifwachter
De gele rifwachter (Assessor flavissimus) is een  straalvinnige vissensoort uit de familie van rifwachters of rondkoppen (Plesiopidae). De wetenschappelijke naam van de soort is voor het eerst geldig gepubliceerd in 1976 door Allen & Kuiter.